# Philippe Henriot
Pour les articles homonymes, voir Henriot.
Philippe Henriot (Reims, 7 janvier 1889 – Paris, 28 juin 1944), abattu selon un plan concerté par la Résistance sous l'Occupation, est un homme politique français. Engagé à l'extrême droite et député dans l'entre-deux-guerres, il devient, pendant la Seconde Guerre mondiale et l'occupation allemande, l'une des figures de la collaboration avec les nazis.
En tant qu'orateur sur Radio-Paris, Philippe Henriot est l'un des propagandistes les plus connus du collaborationnisme en France ; il rejoint en 1943, les rangs de la Milice française. En janvier 1944, dans les derniers mois de l'Occupation, il devient secrétaire d'État à l'Information et à la Propagande du gouvernement Laval ; sa nomination est l'un des signes de la radicalisation du régime de Vichy finissant.
Il est tué par un commando du comité d’action militaire de la  Résistance,,,,. En représailles, la Milice se livre à des exactions meurtrières dans tout le pays occupé.

## Biographie

### Naissance et origines
Sa famille originaire de Lorraine, s'installe en Champagne en 1640 et prospère à Reims dans le négoce du drap et des vins. Progressivement, elle se constitue un vignoble avec Nicolas Henriot (1769-1805) et son épouse, Apolline Godinot (1775-1859) qui fonde en 1808 le Champagne Henriot. Sa famille est de religion catholique et politiquement de droite, antimaçonnique et antisémite.
Né à Reims le 7 janvier 1889, Philippe a pour père Georges Henriot (1857-1930), officier d'infanterie,, condisciple de Philippe Pétain sur les bancs de Saint-Cyr.

### Études et débuts politiques
Après ses études à l'Institut catholique de Paris, il est nommé professeur de lettres dans l'enseignement privé, au collège catholique Charrier à Sainte-Foy-la-Grande, à la rentrée de 1909, aux confins de la Gironde et de la Dordogne. Il épouse en 1914 la sœur d'un de ses élèves, Héliot, et assure, parallèlement à ses activités d'enseignement, la gestion du domaine viticole de son beau-père, le domaine de Château-Picon à Eynesse. En raison d'une affection pulmonaire, il n'est pas mobilisé lors de la Première Guerre mondiale.
Le 20 octobre 1924, Philippe Henriot devient directeur du journal L'Action catholique à Bordeaux et adhère à la Fédération nationale catholique (FNC), présidée par le général de Castelnau. À partir de janvier 1925, il cesse d'enseigner pour se consacrer à la politique. Il révèle ses talents d'orateur en remplaçant au pied levé l'abbé Bergey, curé de Saint-Émilion et député conservateur de la Gironde, fondateur de l'Union populaire républicaine de la Gironde (UPR).
De 1925 à 1932, il participe avec le général de Castelnau et l'abbé Bergey à des conférences données dans toute la France par la Fédération nationale catholique et publie des articles dans La Liberté du Sud-Ouest, dont il est un temps le directeur. Il est proche des Croix-de-Feu et des Jeunesses patriotes. En 1928, il se présente aux élections législatives à Libourne, ; mis en ballottage, il se désiste au second tour en faveur du colonel Yves Picot, président des « Gueules cassées ».

### Député de 1932 à 1940
En 1932, il succède à l'abbé Bergey comme député de la 4e circonscription de Bordeaux,. Il devient ainsi le seul député de droite représentant de la Gironde à la Chambre des députés avec un député de centre-droit, Georges Mandel. Comme député, Henriot est antiparlementaire ; par exemple, en décembre 1933, lors d'un dîner des « Affinités françaises », il vitupère le Parlement, les députés, les électeurs et les modérés.
Le 11 janvier 1934, lors de l'affaire Stavisky, il s'oppose au président du Conseil, Camille Chautemps, et participe à la chute de son gouvernement,. En février 1934, il fait partie, avec Adrien Marquet, Georges Scapini, Xavier Vallat et le colonel de Lattre de Tassigny, d'un groupe qui complote contre la République. Il écrit un pamphlet, Le 6 février (Flammarion, 1934). Il adhère en 1935 au comité directeur de l'Union antimaçonnique de France, fondée par son collègue le docteur Georges Cousin.
En décembre 1935, il est vice-président du Parti national populaire, avatar des Jeunesses patriotes, qui devient, en juin 1936, le Parti national et social (PRNS) et a pour président Pierre Taittinger. Élu vice-président de la Fédération républicaine, un parti conservateur qui se droitise dans les années 1930, il coordonne sur le plan national les Jeunesses de la Fédération (JFR), créées en 1935.
Réélu le 27 septembre 1936,, il est député jusqu'en 1940.

### Face à la montée de l'hitlérisme 1938-1940
Inscrit à la Fédération républicaine, il est anticommuniste, antisémite, antimaçon et antiparlementaire. Durant l'entre-deux-guerres, comme sa famille, il est anti-allemand. Mais, avec l'arrivée de Hitler au pouvoir, il devient partisan de l'entente avec l'Allemagne et défend vigoureusement, en 1938, le règlement de l'affaire des Sudètes par la négociation et approuve les accords de Munich.
En 1939, il est pacifiste comme Pierre Laval et se montre favorable à un accord franco-allemand sur le modèle du Pacte germano-soviétique,. Cependant, dès que les hostilités commencent, il se meut en propagandiste des armes de la France, et multiplie à ce sujet les articles de presse et les déclarations radiodiffusées.
En juin 1940, il est partisan de l'armistice et se rallie à Philippe Pétain, vote les pleins pouvoirs le 10 juillet 1940 et soutient la politique de la Révolution nationale dans des organes comme Gringoire et Je suis partout.
Par anticommunisme, il devient très pro-hitlérien à partir du 22 juin 1941, quand l'Allemagne envahit l'URSS,.

### Collaboration
Henriot est très actif dans la collaboration, participe à la rédaction du manifeste du Service d'ordre légionnaire (SOL) au début de 1942 et s'engage dans la Milice en mars 1943.

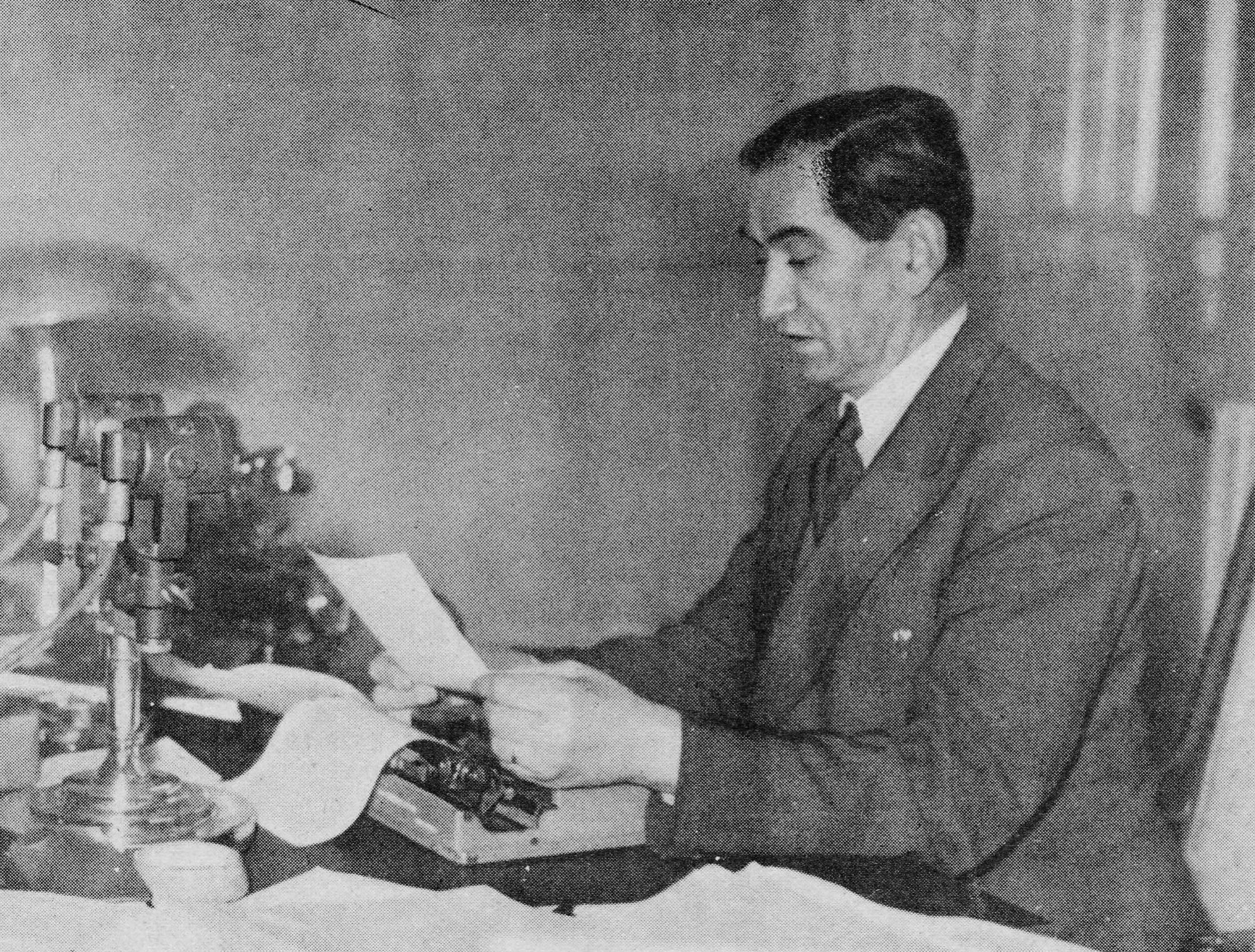
Philippe Henriot.

Son timbre de voix caractéristique (il est surnommé l'« homme à la voix d'or ») est rapidement mis à profit par le régime de Vichy. Ainsi, le samedi 7 février 1942, Philippe Henriot prononce sa première allocution à la « Radio Nationale », puis y parle chaque dimanche jusqu'au 20 décembre 1943, date à laquelle, à la demande de Laval, il prend la parole deux fois par jour comme éditorialiste dans le Radio-Journal de France à l'antenne de Radio-Paris,, pour défendre la collaboration, attaquer la Résistance, la France libre et les Français libres du général de Gaulle : « […] Sa voix chaude aux accents pathétiques retient l'attention de l'auditeur, qu'il partage ou non les arguments qu'il véhicule, habilement axés sur le thème de la France champ de bataille de l'Europe malgré elle, par la faute des Anglo-Saxons, des Juifs et des gaullistes, au grand bénéfice des Rouges ». Ses émissions sont suivies par un immense public. Orateur virulent, il participe à une guerre des ondes qui se déroule entre les radios de la France libre (Radio Londres) et les radios de la France occupée (Radio-Paris). Il se livre à des joutes verbales à distance contre Pierre Dac — qui le brocarde régulièrement en retour — et Maurice Schumann. Sa forte présence sur les ondes lui vaut d'être surnommé le « Goebbels français ».
L'invasion de la zone libre, en novembre 1942, ne l'empêche pas de continuer sa propagande.
Sous la pression de Hitler, relayée par Otto Abetz et Carl Oberg, et malgré l'avis contraire de Pétain, il devient, le 6 janvier 1944, secrétaire d'État à l'Information et à la Propagande du gouvernement de Vichy,,, peu de temps après que Joseph Darnand a été nommé secrétaire-général au maintien de l’ordre, ce qui marque une étape dans l'arrivée au gouvernement des collaborationnistes de la Milice à de très nombreux postes et dans la dérive fasciste du régime,,. Laval est seul à signer le décret de nomination de Henriot, car Pétain a refusé de le faire, alors qu'il l'a fait pour Darnand « parce que c'est un soldat » et parce qu'il lui inspire confiance. Cependant Pétain apprécie le talent oratoire et l'action de propagande de Henriot.
Il se rend en Haute-Savoie, fin mars 1944, pour enregistrer ses chroniques après la fin des combats contre le maquis des Glières. Du 5 au 13 juin, il effectue une dernière visite en Allemagne, d'où ses éditoriaux radiophoniques sont diffusés ; il y prononce un discours devant des travailleurs français requis au STO et rencontre Ribbentrop et Goebbels.
Il a reçu la Francisque.
Le 10 mai 1944, Philippe Henriot, sur Radio-Paris, s'en prend à son adversaire privilégié Pierre Dac, en mentionnant les origines juives de ce dernier. Il s'écrie notamment : « Qu'est-ce qu'Isaac, fils de Salomon, peut bien connaître de la France ? […] La France, qu'est-ce que cela peut bien signifier pour lui ? » L'humoriste lui répond le lendemain sur Radio Londres par un éditorial qu'il baptise « Bagatelle sur un tombeau » : Dac précise ce que signifie pour lui la France et termine en indiquant que son frère Marcel, tombé au front lors de la Première Guerre mondiale, a bien sur sa tombe l'inscription « Mort pour la France », tandis que celle d'Henriot portera la mention « Mort pour Hitler, fusillé par les Français »,.
La réponse de Dac s'avère prémonitoire, car Henriot sera abattu par la Résistance 48 jours plus tard. Le 28 mai, Henriot avait fait interdire les représentations de la pièce de Racine Andromaque, déclarant au micro de Radio-Paris que « les poses plastiques prises par messieurs Jean Marais et Alain Cuny dans Andromaque nuisent plus à la France que les bombes anglaises. »

### Mort
En effet, la Résistance, jugeant l'effet de ses éditoriaux dévastateur sur l'opinion publique, donne l'ordre au COMAC d'enlever ou à défaut d'exécuter l'orateur,, collaborationniste. Charles Gonard, dit Morlot, futur compagnon de la Libération, est chargé de la mission,. Le 28 juin 1944, à 5 h 30, muni de faux papiers de milicien, il s'introduit dans le ministère de l'Information, au 10 rue de Solférino, accompagné d'un groupe d'une quinzaine de résistants. Il convainc Philippe Henriot de lui ouvrir la porte de sa chambre. Face aux hommes armés qui se présentent, Henriot tente de se défendre. Il est alors abattu à côté de sa femme qui hurle mais est épargnée. L'un de ses fils, membre du NSKK (formation militarisée rassemblant les chauffeurs nazis), était reparti la veille pour le front en Italie.
L'exécution de Henriot avait été initialement prévue dans les locaux du laboratoire d'entomologie du Muséum national d'histoire naturelle de Paris ; ce n'est qu'au dernier moment que le COMAC décida de transférer l'action au ministère de l'Information.
Après sa mort, se servant de son nom pour sa propagande, la Propaganda-Abteilung Frankreich couvre les murs d'affiches, avec sa photo, proclamant : « Il disait la vérité. Ils l'ont tué. »,. L'assassinat de Georges Mandel, abattu de cinq balles de pistolet-mitrailleur dans le dos puis de deux balles à bout touchant par le milicien Mansuy, est présentée comme une mesure de représailles,,, ; d'autres exactions meurtrières ont lieu dans toute la France, notamment à Rillieux-la-Pape, près de Lyon, où le milicien Paul Touvier fait fusiller sept Juifs pour venger la mort de Henriot ; à Mâcon, où le chef de la milice, Joannès Clavier, fait assassiner sept personnes suspectes de dissidence ; et à Rennes, où trois personnalités hostiles au gouvernement de Vichy sont abattues.
Malgré le peu de réaction de Pétain à l'annonce de son décès, (il adressa toutefois à sa veuve un message de condoléances et assista, en civil, à un service funèbre à Vichy), Henriot eut droit, le 2 juillet 1944, à des obsèques nationales, organisées par l'État français vichyste, en présence des autorités allemandes, de Laval et de membres du gouvernement et d'une cérémonie à la cathédrale Notre-Dame de Paris, en présence du cardinal Suhard,.
Sa tombe se trouve dans le cimetière du hameau d'Appelles, en Gironde.

### Entomologie
Henriot s'intéressait aux lépidoptères, dont il constitua une collection.
Il prospectait principalement le département de la Gironde et, entre 1922 et 1944, il publia une vingtaine de travaux dans la revue L'Amateur de papillons, dont il devint membre du comité de lecture en 1938. Il décrivit en 1923 une variété nouvelle de Colostygia. Les collections de Philippe Henriot et de son frère Robert sont conservées au musée de Karlsruhe, en Allemagne.

## Famille
Époux de Marie Jeanne Helliot (1890-1971), il eut trois enfants, deux garçons et une fille. Un fils, Jacques Henriot, est mort en juin 1940 durant la bataille de France. Un autre était parti en juin 1944 combattre avec les Allemands.
Son petit-fils, qui s'appelle également Jacques Henriot (né le 25 décembre 1940), a été, de 1988 à 2011, secrétaire départemental de la fédération du Front national des Pyrénées-Atlantiques.

## Publications
- Les Méfaits de la Franc-maçonnerie (conférence à la salle Wagram), Ligue nationale anti-maçonnique, Paris 1934, 32 p.
- Le 6 février, Flammarion, 1934, 247 p.
- Comment mourut la paix — Le procès des responsables, Éditions de France, 1941, 53 p.
- Philippe Henriot vous parle au radio-journal de France, parution hebdomadaire, 1944.
- Et s'ils débarquaient ? (allocutions radiophoniques de janvier à novembre 1943), préface d'Émile Vuillermoz, Éditions du Centre d'études de l'agence Inter-France, 1944, 304 p.
- Ici, Radio-France, ouvrage regroupant ses chroniques radiophoniques publié dans les années 1940.

Poèmes
- La Clairière aux sources, Paris, éd. du Soleil Noir, 1946

Romans
- La Prison du silence, Paris, Beauchesne, 1920
- La Tunique de Nessus, Paris, Beauchesne, 1922